# Nadtlenek litu
Nadtlenek litu, Li
2O
2 – nieorganiczny związek chemiczny z grupy nadtlenków.
Ulega rozkładowi w temperaturze około 340 °C na tlenek litu i tlen:
2Li
2O
2 → 2Li
2O + O
2

## Otrzymywanie
Nadtlenek litu może być otrzymywany w reakcji nadtlenku wodoru z wodorotlenkiem litu, a następnie dehydratacji powstałego wodoronadtlenku litu:
LiOH·H
2O + H
2O
2 → LiOOH·H
2O + H
2O
2LiOOH·H
2O → Li
2O
2 + H
2O
2 + 2H
2O

## Zastosowanie
Wykorzystywany jest w oczyszczaczach powietrza, gdzie ważna jest waga użytego środka np. na statkach kosmicznych. Reaguje z dwutlenkiem węgla wydzielając tlen:
2Li
2O
2 + 2CO
2 → 2Li
2CO
3 + O
2
Katalizuje również reakcję polimeryzacji styrenu.